# Hundabrævið
La Hundabrævið (en feroés "Carta de los perros") es un texto medieval elaborado en las Islas Feroe a mediados del siglo XIV. En él el Løgting (parlamento) establece los lineamientos acerca de la posesión de perros en las islas y cuántos de estos animales se permitían en cada pueblo. Los perros eran aceptados únicamente para el cuidado del ganado y si alguno de ellos llegaba a ocasionar un daño o representar un peligro para alguna persona o sus animales domésticos, ésta podía pedir ante la justicia la ejecución del perro.
Al no haber muchas referencias sobre la historia medieval de las Islas Feroe, la Hundabrævið es el primer documento escrito en el que se mencionan varios poblados del archipiélago, y sirve por lo tanto como una referencia de la edad de los mismos.
Los poblados mencionados en la Hundabrævið son los siguientes, de norte a sur: Hattarvík, Kirkja, Viðareiði, Múli, Kunoy, Mikladalur, Húsar, Elduvík, Leirvík, Lambi, Nes, Skáli, Strendur, Selatrað, Oyri, Eiði, Hvalvík, Kollafjørður, Vestmanna, Saksun, Nólsoy, Koltur, Miðvágur, Sørvágur, Gásadalur, Mykines, Skálavík, Húsavík, Dalur, Skarvanes, Øravík, Porkeri, Vágur y Fámjin. Varias de estas aldeas son bastante más anteriores al siglo XIV, pero no son mencionadas en documentos más antiguos, como la Seyðabrævið ("Carta de las ovejas") o la Færøyingesaga ("Saga de los feroeses").